# Doris Pawn
Doris Pawn (Norfolk, 29 de diciembre de 1894-La Jolla, 30 de marzo de 1988) fue una actriz cinematográfica estadounidense, activa en la época del cine mudo.

## Inicios
Su verdadero nombre era Doris Alice Pahn, y nació y se crio en Norfolk, Nebraska. Pawn fue la tercera mujer de Nebraska que destacó como actriz, tras Mrs. Sidney Drew y Alice Dovey.
En su adolescencia pasaba las vacaciones en el rancho de un tío suyo, donde aprendió a cabalgar. En esa época entró en una academia en la que se preparó para trabajar como mecanógrafa. Junto a su madre y su hermano, viajó a California, quedándose a vivir en San Diego (California) mientras la familia volvía al este.
Pawn finalmente conoció al director Wilfred Lucas. Consiguió trabajo como suplente en el film Trey of Hearts (1914), que se rodaba en San Diego. En la cinta trabajaban Cleo Madison y George Larkin. Los cineastas quedaron impresionados con Pawn, por lo que le ofrecieron trabajo adicional si se mudaba a Los Ángeles, California. Allí, Pawn trabajó durante tres meses como extra.

## Carrera
Pawn debutó en el cine a los veinte años de edad, actuando para Universal Studios con un pequeño papel en el serial The Trey o' Hearts, siendo dirigida por Wilfred Lucas y Henry MacRae. Inició entonces una larga colaboración con el director Sydney Ayres, que la dirigió en casi veinte filmes. Otro director con el cual trabajó a menudo fue Lynn Reynolds.
En 1916 actuó en su primer largometraje para Fox Film, Blue Blood and Red, bajo la dirección de Raoul Walsh. Los estudios quedaron sorprendidos por su encanto personal y por su habilidad para actuar con naturalidad. La actriz estaba especialmente dotada para la pantomima y era bien conocida por su voz de canto extremadamente alta.
Además de Fox, Pawn actuó para productoras como Universal Pictures, Goldwyn Pictures y Paramount Pictures. Ella volvió a Fox en 1921 para rodar Shame, actuando junto a John Gilbert y Anna May Wong. Sus últimas películas fueron dos dramas, Fools and Riches y The Hero, y un western, The Buster. Las tres producciones se estrenaron en 1923.

## Vida personal
Pawn estuvo casada con el director Rex Ingram, del que se divorció en 1920. Posteriormente se casó con Paul Reiners y con Samuel William Dunaway
En 1917 resultó herida cuando un grupo de extras secuestró su coche a punta de pistola e intentaron ir a México con ella. Cuando se acercaban a la frontera, su compañero de reparto, George Walsh, adelantó al grupo con su coche. Percatándose de la situación, sacó un arma y amenazó con matar a los hombres si no paraban, consiguiendo que bajaran del coche de Pawn y que se dieran a la fuga.
Doris Pawn falleció en La Jolla, California, en 1988, a los 93 años de edad.

## Filmografía completa
| - The Trey o' Hearts, de Wilfred Lucas y Henry MacRae (1914) - On Desert Sands, de Sydney Ayres (1915) - The Governor Maker, de Henry MacRae (1915) - Her Bargain, de Sydney Ayres (1915) - A Martyr of the Present, de Sydney Ayres (1915) - The Ace of Clubs, de Sydney Ayres (1915) - Love o' the Parent, de Sydnet Ayres (191) - The Law of the Open, de Sydney Ayres (1915) - Love that Lasts, de Sydney Ayres (1915) - Love and Handcuffs, de Sydney Ayres (1915) - Tiny Hands, de Sydney Ayres (1915) - In the Hills Beyond, de Sydney Ayres (1915) - Profit and Loss, de Sydney Ayres (1915) - Framed, de Sydney Ayres (1915) - Diamonds of Fate, de Sydney Ayres (1915) - The Amber Vase, de Sydney Ayres (1915) - The Toy-Maker of Leyden, de Reginald Barlow (1915) - Fifty Years Behind, de Sydney Ayres (1915) - The Stranger, de Sydney Ayres (1915) - The Honor of Kenneth McGrath, de Sydney Ayres (1915) - Around the Corner, de Carl M. Leviness (1915) - Haunting Winds, de Carl M. Leviness (1915) - The Shot, de Carl M. Leviness (1915) - Every Man's Money, de Lynn Reynolds (1915) - The Third Partner, de Lynn Reynolds (1915) - The Vengeance of Guido, de Lynn Reynolds (1915) - A Pure Gold Partner, de Lynn Reynolds (1915) - The Man from Argentina, de Sydney Ayres (1915) - Honor Thy Husband, de Lynn Reynolds (1915) - The Mirror of Justice, de Lynn Reynolds (1915) - His Good Name, de Lynn Reynolds (1915) - Blue Blood and Red, de Raoul Walsh (1916) | - The Stolen Melody, de Sydney Ayres (1916) - As in a Dream, de Carl M. Leviness (1916) - The Sting of Conscience, de George Cochrane (1916) - Little Eve Edgarton, de Robert Z. Leonard (1916) - The Spirit of '76, de Frank Montgomery (1917) - High Finance, de Otis Turner (1917) - The Book Agent, de Otis Turner (1917) - Some Boy, de Otis Turner (1917) - The City of Dim Faces, de George Melford (1918) - The Kid Is Clever, de Paul Powell (1918) - Toby's Bow, de Harry Beaumont (1919) - The Pleasant Devil, de Christy Cabanne y Louis J. Gasnier (1919) - The Strange Boarder, de Clarence G. Badger (1920) - Out of the Storm, de William Parke (1920) - Li Ting Lang, de Charles Swickard (1920) - The Penalty, de Wallace Worsley (1920) - Guile of Women, de Clarence G. Badger (1920) - What Happened to Rosa, de Victor Schertzinger (1920) - Shame, de Emmett J. Flynn (1921) - A Midnight Bell, de Charles Ray (1921) - The Millionaire, de Jack Conway (1921) - Fightin' Mad, de Joseph Franz (1921) - Cheated Hearts, de Hobart Henley (1921) - Bing Bang Boom, de Fred J. Butler (1922) - Strange Idols, de Bernard J. Durning (1922) - One Clear Call, de John M. Stahl (1922) - Putting It Over, de Grover Jones (1922) - Always the Woman, de Arthur Rosson (1922) - The Hero, de Louis J. Gasnier (1923) - The Buster, de Colin Campbell (1923) - Fools and Riches, de Herbert Blaché (1923) |